# فينزاليو
فينزاليو هي بلدية في مقاطعة نفارة في المنطقة الإيطالية بييمونتي، تقع على بعد حوالي 70 كلم شمال شرق تورينو وحوالي 15 كلم جنوب غرب نفارة. وهي بلدة زراعية في سهل زراعة الأرز في فيرتشيلي.
تجاور فينزاليو البلديات التالية: بورغو فيرتشيلي، كازالينو، كونفينزا، بالسترو وفيرتشيلي. دارت معركة بالسترو بالقرب من المدينة في 30 - 31 مايو 1859.

## وصلات خارجية
- الموقع الرسمي